# Mark Bowen
Mark Bowen, valižanski nogometaš in trener, * 7. december 1963.
Za valižansko reprezentanco je odigral 41 uradnih tekem in dosegel tri gole.